# Kertess Chemie
Die Kertess Chemie oder Theodor Kertess & Co. später Theodor Kertess GmbH & Co. KG, war ein Chemikalien-Handel in Hannover und Bocholt, der mehrfach große Umweltschäden verursachte, die nach Art und Schwere einmalig waren und bis in das 21. Jahrhundert hinein nicht behoben werden konnten. Standort war das Gelände unter der Adresse An der Weide 13 im Stadtteil Südstadt sowie ein Grundstück an der Anderter Straße in Misburg bzw. in Bocholt ein Gelände an der Kaiser-Wilhelm-Straße.

## Geschichte
Das Unternehmen wurde zu Beginn der Weimarer Republik 1920 von Theodor Kertess gegründet und hatte seinen Sitz anfangs als kleine Chemikalienhandlung in der Hainhölzer Straße. Nach guten Geschäften wurde das Unternehmen in die Südstadt verlegt, auf ein gepachtetes Gelände der Deutschen Reichsbahn. Später führten Kertess Söhne Ulrich und Hubertus das Unternehmen weiter. Diese vergrößerten den Betrieb durch ein ebenfalls von der Reichsbahn in Erbbaurecht übernommenes Gelände auf rund 20.000 m².
Im Zweiten Weltkrieg kam es bei Luftangriffen auf Hannover 1943 durch Fliegerbomben-Treffer der Alliierten zu ersten schweren Umweltschäden: Rund 40.000 kg auslaufendes Tetrachlorkohlenstoff kontaminierten das Erdreich des Firmengrundstücks. Im Jahr 1968 vergrößerte sich das zuletzt als GmbH & Co. KG geführte Unternehmen abermals durch den Kauf eines Grundstückes an der Anderter Straße in Misburg.
Anfang der 1970er Jahre traten die Folgen eines anhaltenden ungesicherten Umganges mit verschiedenen Chemikalien zutage. Ab Mitte der 1970er Jahre häuften sich die Hiobsbotschaften, und erst nach und nach wurde öffentlich wahrgenommen, das insbesondere in der Verantwortung von Ulrich Kertess der Untergrund schon seit vielen Jahren fahrlässig mit Chemikalien verschmutzt worden war. Zu den dann gefundenen Schadstoffen im Boden und im Grundwasser zählten vor allem die als krebserregend geltenden Chlorkohlenwasserstoffe (CKW). Oftmals belästigten übelriechende Dämpfe die Anwohner. Zahlreiche Trinkwassernotbrunnen waren durch Vergiftung unbrauchbar geworden. Einem Kertess-Arbeiter wurden bei einem Betriebsunfall die Beine verätzt. Dann bekamen Kinder beim Spielen Hautausschläge, schließlich sogar Arbeiter beim Bau der hannoverschen U-Bahn.
In Bocholt wurde das Gelände durch LCKW verseucht.
„Der Hauptschuldige, Ulrich Kertess, setzte sich 1982 ins Ausland ab.“ Nachdem die vielen Probleme und Kosten in Millionenhöhe die Firma in wirtschaftliche Schwierigkeiten brachte und die Eigentumsverhältnisse des als Familienunternehmen geführten Betriebes innerfamiliär geändert worden waren, meldete das Unternehmen am 30. November 1984 Konkurs an. Bis Ende 1985 führte der eingesetzte Insolvenzverwalter das Unternehmen noch fort; doch schließlich waren die Lasten der Beseitigung der Schadstoffe und die Reinigung des Grundwassers auf die Deutsche Bundesbahn als Eigentümerin des Grundstückes in der Südstadt abgewälzt.
Am 19. November 1987 ersteigerte die Landeshauptstadt Hannover das verseuchte Kertess-Gelände in Misburg und übernahm die Verantwortung für einen sachgerechten Umgang mit den Altlasten.
Im Frühjahr 1988 stellte Heinrich Schulz vom städtischen Ordnungsamt fest:

„Kertess ist bundesweit ein Synonym für alles Schlechte.“

1992 wurde die Firma aus dem Handelsregister gelöscht. Die chemische „[...] Grundwasserschadstofffahne des Schadensfalles ‚Südstadt‘ (Kertess Chemie)“ hat sich in den letzten Jahrzehnten jedoch weit über die Grenzen des Stadtteiles hinaus ausgebreitet und reicht beispielsweise bereits bis in die Stadtmitte hinein. Für die im Rahmen des innerstädtischen Umbauprojektes Hannover City 2020 + geplante Bebauung des Köbelinger Marktes, einem Teil des bisher nur zu rund 1 Prozent archäologisch untersuchten mittelalterlichen Stadtkernes Hannovers, ist dies insbesondere bei Planungen von Tiefgaragen zu berücksichtigen.

## Archivalien
Archivalien zur Geschichte des Unternehmens, beteiligter Menschen und Chemikalien finden sich beispielsweise
- zur Lieferung von Kaltreiniger: in den Korrespondenz-Akten der Bayerischen Braunkohlenindustrie Wackersdorf für den Zeitraum von 1971 bis 1978, archiviert im Staatsarchiv Amberg, Signatur StAAM, Bayerische Braunkohlenindustrie Wackersdorf 1696[9]
- als Prüfbescheid des Deutschen Instituts für Bautechnik  (DIBt) für das Holzschutzmittel Carbolineum vom 15. Juni 1979[10]